# 경상북도의 초등학교 목록
다음은 경상북도의 초등학교 목록이다.

## 가
가산초등학교 · 
가은초등학교 · 
가은초등학교 희양분교 · 
가음초등학교 · 
가천초등학교 · 
가천초등학교 무학분교 · 
각남초등학교 · 
감천초등학교 (김천시) · 
감천초등학교 (예천군) · 
감포초등학교 · 
강구초등학교 · 
강동초등학교 · 
강동초등학교 단구분교 · 
개령서부초등학교 · 
개령초등학교 · 
개진초등학교 · 
거여초등학교 · 
건천초등학교 · 
경산동부초등학교 · 
경산서부초등학교 · 
경산중앙초등학교 · 
경산초등학교 · 
경주초등학교 · 
계당초등학교 · 
계림초등학교 · 
고경초등학교 · 
고령초등학교 · 
고아초등학교 · 
곡강초등학교 · 
곡송초등학교 · 
공검초등학교 · 
공서초등학교 · 
관호초등학교 · 
광평초등학교 · 
괘릉초등학교 · 
구룡포동부초등학교 · 
구룡포초등학교 구남분교 · 
구룡포초등학교 · 
구미봉곡초등학교 · 
구미사곡초등학교 · 
구미신평초등학교 · 
구미오산초등학교 · 
구미왕산초등학교 · 
구미초등학교 · 
구성초등학교 · 
구성초등학교 양각분교 · 
구운초등학교 · 
구정초등학교 · 
구천초등학교 · 
구평남부초등학교 · 
구평초등학교 · 
금락초등학교 · 
금릉초등학교 · 
금성초등학교 · 
금오산초등학교 · 
금오초등학교 · 
금장초등학교 · 
금천초등학교 · 
금호초등학교 · 
기계초등학교 · 
기북초등학교 · 
기성초등학교 · 
기성초등학교 구산분교 · 
길안초등학교 길송분교 · 
길안초등학교 · 
길주초등학교 · 
김천다수초등학교 · 
김천동부초등학교 · 
김천동신초등학교 · 
김천모암초등학교 · 
김천부곡초등학교 · 
김천서부초등학교 · 
김천신일초등학교 · 
김천중앙초등학교 · 
김천초등학교

## 나
나산초등학교 · 
나원초등학교 · 
낙동동부초등학교 · 
낙동초등학교 · 
낙동초등학교 용포분교 · 
낙산초등학교 · 
낙서초등학교 · 
남계초등학교 · 
남산초등학교 (경산시) · 
남산초등학교 (영주시) · 
남선초등학교 · 
남성초등학교 (경산시) · 
남성초등학교 (포항시) · 
남성현초등학교 · 
남양초등학교 · 
남양초등학교 태하분교 · 
남정초등학교 · 
남천초등학교 · 
남후초등학교 · 
내남초등학교 · 
내성초등학교 · 
노음초등학교 · 
녹전초등학교 · 
녹전초등학교 원천분교 · 
농소초등학교 · 
농암초등학교 청화분교 · 
농암초등학교 · 
능치초등학교

## 다
다문초등학교 · 
다부초등학교 · 
다산초등학교 · 
다인초등학교 · 
단밀초등학교 · 
단북초등학교 · 
단촌초등학교 · 
단포초등학교 · 
달전초등학교 · 
당포초등학교 · 
대가초등학교 · 
대교초등학교 · 
대구교육대학교 안동부설초등학교 · 
대덕초등학교 · 
대도초등학교 · 
대동초등학교 (경산시) · 
대동초등학교 (성주군) · 
대룡초등학교 · 
대보초등학교 · 
대본초등학교 · 
대송초등학교 · 
대신초등학교 · 
대율초등학교 · 
대이초등학교 · 
대잠초등학교 · 
대전초등학교 · 
대창초등학교 · 
대해초등학교 · 
덕곡초등학교 · 
덕산초등학교 · 
덕촌초등학교 · 
도개초등학교 · 
도량초등학교 · 
도리원초등학교 · 
도봉초등학교 · 
도산초등학교 · 
도원초등학교 · 
도원초등학교 선남동부분교 · 
도촌초등학교 · 
도평초등학교 · 
동곡초등학교 · 
동로초등학교 · 
동명동부초등학교 · 
동명초등학교 · 
동방초등학교 · 
동산초등학교 · 
동성초등학교 · 
동양초등학교 · 
동천초등학교 · 
동해초등학교 · 
동해초등학교 흥환분교 · 
두호남부초등학교 · 
두호초등학교

## 마
매원초등학교 · 
매전초등학교 · 
매화초등학교 · 
명호초등학교 · 
명호초등학교 북곡분교 · 
모동초등학교 · 
모량초등학교 · 
모서초등학교 · 
모아초등학교 모서분교 · 
모아초등학교 · 
모전초등학교 · 
모화초등학교 · 
무을초등학교 · 
문경초등학교 · 
문덕초등학교 · 
문수초등학교 · 
문장초등학교 · 
문충초등학교 · 
물야초등학교 개단분교 · 
물야초등학교 북지분교 · 
물야초등학교 수식분교 · 
물야초등학교

## 바
박곡초등학교 · 
방지초등학교 문명분교 · 
방지초등학교 · 
백산초등학교 · 
백원초등학교 · 
법전중앙초등학교 · 
벽진초등학교 · 
병곡초등학교 · 
복주초등학교 · 
봉계초등학교 · 
봉계초등학교 태화분교 · 
봉성초등학교 · 
봉소초등학교 · 
봉현초등학교 · 
봉화초등학교 · 
봉황초등학교 · 
부구초등학교 삼당분교 · 
부구초등학교 · 
부남초등학교 · 
부림초등학교 · 
부석초등학교 · 
부항초등학교 · 
북삼초등학교 · 
북삼초등학교 오평분교 · 
북안초등학교 · 
북후초등학교 · 
불국사초등학교 · 
비산초등학교

## 사
사곡초등학교 · 
사동초등학교 (경산시) · 
기성초등학교 사동분교 · 
사방초등학교 · 
사벌초등학교 · 
산대초등학교 · 
산동초등학교 · 
산북초등학교 · 
산북초등학교 창구분교 · 
산성초등학교 · 
산양초등학교 · 
삼근초등학교 광회분교 · 
삼근초등학교 옥방분교 · 
삼근초등학교 왕피분교 · 
삼근초등학교 · 
상대초등학교 · 
상리초등학교 · 
상모초등학교 · 
상산초등학교 · 
상영초등학교 · 
상운초등학교 · 
상주남부초등학교 · 
상주동부초등학교 · 
상주중앙초등학교 · 
상주초등학교 · 
상천초등학교 · 
서라벌초등학교 · 
서벽초등학교 · 
서선초등학교 · 
서후초등학교 대흥분교 · 
서후초등학교 · 
석계초등학교 · 
석보초등학교 · 
석산초등학교 · 
석적초등학교 · 
석포초등학교 · 
선남초등학교 · 
선산초등학교 · 
선주초등학교 · 
성동초등학교 · 
성산초등학교 · 
성암초등학교 · 
성주중앙초등학교 · 
성주초등학교 · 
소천초등학교 남회룡분교 · 
소천초등학교 두음분교 · 
소천초등학교 분천분교 · 
소천초등학교 임기분교 · 
소천초등학교 · 
송라초등학교 · 
송림초등학교 · 
송정초등학교 · 
송천초등학교 · 
수륜초등학교 · 
수비초등학교 · 
순흥초등학교 · 
숭산초등학교 · 
신광초등학교 · 
신기초등학교 (구미시) · 
신기초등학교 (문경시) · 
신녕초등학교 · 
신동초등학교 · 
신라초등학교 · 
신성초등학교 · 
신흥초등학교 · 
쌍림초등학교 · 
쌍호초등학교

## 아
아천초등학교 · 
아포초등학교 · 
아화초등학교 · 
안강북부초등학교 · 
안강제일초등학교 · 
안강초등학교 · 
안계초등학교 · 
안덕초등학교 · 
안동강남초등학교 · 
안동동부초등학교 · 
안동서부초등학교 · 
안동송현초등학교 · 
안동영호초등학교 · 
안동용상초등학교 · 
안동초등학교 · 
안림초등학교 · 
안정초등학교 · 
안평초등학교 신평분교 · 
안평초등학교 · 
압량초등학교 · 
야성초등학교 · 
야은초등학교 · 
약동초등학교 · 
약목초등학교 · 
양남초등학교 상계분교 · 
양남초등학교 · 
양동초등학교 · 
양북초등학교 · 
양포초등학교 (구미시) · 
양포초등학교 (포항시) · 
양학초등학교 · 
연안초등학교 · 
연일초등학교 · 
연일형산초등학교 · 
영가초등학교 · 
영남초등학교 · 
영덕야성초등학교 매정분교 · 
영덕야성초등학교 창포분교 · 
영덕초등학교 · 
영순초등학교 · 
영양중앙초등학교 · 
영양초등학교 · 
영일초등학교 · 
영주남부초등학교 · 
영주동부초등학교 · 
영주서부초등학교 · 
영주중앙초등학교 · 
영주초등학교 · 
영지초등학교 · 
영천남부초등학교 · 
영천동부초등학교 · 
영천중앙초등학교 화남분교 · 
영천중앙초등학교 · 
영천초등학교 · 
영해초등학교 축산분교 · 
영해초등학교 · 
영화초등학교 · 
예산초등학교 · 
예천남부초등학교 · 
예천동부초등학교 · 
예천초등학교 · 
오릉초등학교 · 
오천초등학교 · 
오태초등학교 · 
옥계동부초등학교 · 
옥계초등학교 · 
옥곡초등학교 · 
옥대초등학교 · 
옥산초등학교 (경주시) · 
옥산초등학교 (상주시) · 
옥성초등학교 · 
옥전초등학교 · 
온정초등학교 · 
온혜초등학교 · 
와룡초등학교 · 
와촌초등학교 · 
왜관동부초등학교 · 
왜관중앙초등학교 · 
왜관초등학교 · 
외남초등학교 삼남분교 · 
외남초등학교 · 
외서초등학교 · 
용강초등학교 · 
용궁초등학교 · 
용문초등학교 · 
용성초등학교 · 
용암초등학교 · 
용황초등학교 · 
용흥초등학교 (문경시) · 
용흥초등학교 (포항시) · 
우곡초등학교 도진분교 · 
우곡초등학교 · 
운곡초등학교 · 
운수초등학교 · 
울릉초등학교 · 
울진남부초등학교 · 
울진초등학교 · 
원남초등학교 · 
원호초등학교 · 
원황초등학교 · 
월곡초등학교 · 
월곡초등학교 삼계분교 · 
월성초등학교 · 
월송초등학교 · 
월포초등학교 · 
월항초등학교 · 
위량초등학교 · 
유강초등학교 · 
유림초등학교 · 
유천초등학교 (예천군) · 
유천초등학교 (청도군) · 
율곡초등학교 · 
은척초등학교 무릉분교 · 
은척초등학교 · 
은풍초등학교 · 
의곡초등학교 일부분교 · 
의곡초등학교 · 
의성남부초등학교 · 
의성북부초등학교 · 
의성초등학교 · 
이동초등학교 · 
이두초등학교 · 
이산초등학교 · 
이서초등학교 · 
이안초등학교 · 
이전초등학교 · 
인덕초등학교 · 
인동초등학교 · 
인의초등학교 · 
인평초등학교 · 
일월초등학교 · 
일월초등학교 청기분교 · 
일월초등학교 청북분교 · 
일직초등학교 · 
임고초등학교 · 
임당초등학교 · 
임동초등학교 · 
임봉초등학교 · 
임하초등학교 · 
입실초등학교 · 
입암초등학교

## 자
자인초등학교 · 
자천초등학교 보현분교 · 
자천초등학교 · 
장곡초등학교 · 
장기초등학교 · 
장기초등학교 모포분교 · 
장량초등학교 · 
장산초등학교 · 
장성초등학교 · 
장수초등학교 · 
장천초등학교 · 
재산초등학교 · 
저동초등학교 · 
점곡초등학교 · 
점촌북초등학교 · 
점촌중앙초등학교 · 
점촌초등학교 · 
정수초등학교 · 
정평초등학교 · 
조마초등학교 · 
죽도초등학교 · 
죽변초등학교 · 
죽장초등학교 상옥분교 · 
죽장초등학교 · 
죽천초등학교 · 
중동초등학교 · 
중모초등학교 · 
증산초등학교 · 
지곡초등학교 · 
지동초등학교 · 
지례초등학교 · 
지방초등학교 · 
지보초등학교 · 
지사초등학교 · 
지산초등학교 · 
지천초등학교 · 
지품초등학교 · 
직지초등학교 · 
진량초등학교 · 
진보초등학교 · 
진성초등학교 · 
진평초등학교

## 차
창수초등학교 · 
창수초등학교 인천분교 · 
창포초등학교 · 
천부초등학교 현포분교 · 
천부초등학교 · 
천북초등학교 · 
천북초등학교 물천분교 · 
천생초등학교 · 
천포초등학교 · 
청도중앙초등학교 · 
청도초등학교 · 
청동초등학교 · 
청리초등학교 · 
청림초등학교 · 
청송초등학교 · 
청천초등학교 · 
청통초등학교 · 
청하초등학교 · 
청하초등학교 청하남부분교 · 
초전초등학교 · 
축산항초등학교 경정분교 · 
축산항초등학교 · 
춘산초등학교 효선분교-와 통폐합
춘산초등학교 · 
춘양초등학교

## 파
파천초등학교 · 
평산초등학교 · 
평은초등학교 · 
평천초등학교 · 
평해초등학교 · 
포은초등학교 · 
포항남부초등학교 · 
포항대흥초등학교 · 
포항동부초등학교 · 
포항송곡초등학교 · 
포항송도초등학교 · 
포항양덕초등학교 · 
포항영흥초등학교 · 
포항원동초등학교 · 
포항장원초등학교 · 
포항장흥초등학교 · 
포항제철동초등학교 · 
포항제철서초등학교 · 
포항제철지곡초등학교 · 
포항중앙초등학교 · 
포항초등학교 · 
포항항도초등학교 · 
포항해맞이초등학교 · 
풍각초등학교 · 
풍기북부초등학교 · 
풍기초등학교 · 
풍북초등학교 · 
풍산초등학교 · 
풍서초등학교 · 
풍양초등학교 · 
풍천초등학교

## 하
하양초등학교 화성분교 · 
하양초등학교 · 
하주초등학교 · 
학림초등학교 · 
학천초등학교 · 
함창중앙초등학교 · 
함창초등학교 숭덕분교 · 
함창초등학교 · 
항구초등학교 · 
해평초등학교 향산분교 · 
해평초등학교 · 
현곡초등학교 · 
현흥초등학교 · 
형곡초등학교 · 
형남초등학교 · 
형일초등학교 · 
호계초등학교 · 
호서남초등학교 · 
화덕초등학교 · 
화동초등학교 · 
화랑초등학교 · 
화령초등학교 송계분교 · 
화령초등학교 · 
화목초등학교 · 
화북초등학교 · 
화북초등학교 용화분교 · 
화북초등학교 입석분교 · 
화산초등학교 · 
화양초등학교 · 
황남초등학교 · 
황상초등학교 · 
황성초등학교 · 
효자초등학교 · 
후포동부초등학교 · 
후포초등학교 · 
흥무초등학교 · 
흥해남산초등학교 · 
흥해서부초등학교 · 
흥해초등학교